# Technical Image Press Association

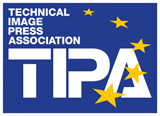
Logo TIPA

Technical Image Press Association (TIPA) – międzynarodowe stowarzyszenie wydawców prasy fotograficznej, wideo i związanej z obrazowaniem. Zostało powołane 16 kwietnia 1991 roku w Paryżu. Ideą założycieli było powołanie do życia opinotwórczego i jednocześnie niezależnego gremium, którego celem jest obserwowanie trendów rynkowych i nowości produktowych oraz wymiana opinii, doświadczeń i ocen dotyczących nowych urządzeń i technologii początkowo związanych tylko z fotografią. Co roku przyznawane są też prestiżowe znaki TIPA najlepszym produktom minionych 12 miesięcy. Zaproszenia do udziału wystosowano do europejskich wydawców prasy foto-wideo i na spotkaniu w Barcelonie 13 września 1991 roku wybrano pierwsze władze stowarzyszenia. W tym samym czasie odbyła się też pierwsza ceremonia przyznania nagród TIPA podczas wystawy Sonimagfoto. Na spotkaniu członków, które miało miejsce w kwietniu 2009 roku w Budapeszcie rozszerzono zasięg stowarzyszenia na cały świat i w poczet członków przyjęto tytuły z USA, RPA i Kanady. Na spotkaniu w 2010 w Nowym Jorku dołączył tytuł z Chin - „Chinese Photography” i Australii - „Camera”. Obecnie stowarzyszenie zrzesza 30 tytułów. w tym miesięcznik Foto - jedyne polskie czasopismo będące członkiem TIPA.

## Pierwsze (1991) władze stowarzyszenia
- Juan Manuel Varela (FV magazine) - przewodniczący
- Richard Hopkins (Practical Photography) - wiceprzewodniczący
- Fancisco Torres (FotoVentas) - wiceprzewodniczący
- George Hughes (Which Camera?) - sekretarz
- Fré Withoff (Foto) - skarbnik
- Giulio Forti (Reflex) - doradca
- Philip Kruyer (Foto&Doka) - doradca
- Gerard Bouhot (Phot'Argus) - doradca

## Obecne (2010) władze stowarzyszenia
- Thomas Gerwers (ProfiFoto) - przewodniczący
- Giulio Forti (Fotografia Reflex) - wiceprzewodniczący
- Jean-Christophe Bechet (Reponses Photo) - wiceprzewodniczący
- Johan Elzenga (Fotografie i Fotovisie) - sekretarz
- Juan Varela (FV/Foto-Vídeo Actualidad) - doradca

## Czasopisma zrzeszone w TIPA

### Pisma amatorskie
- Arte Fotográfico
- Camera
- Chinese Photography
- Digital Photo
- Digitális Fotó Magazin
- Diorama
- Foto
- Foto Hits
- Fotografia Reflex
- Fotografie F+D
- FV / Foto Video Actualidad
- La Fotografia Actual
- Photo Life
- Photographie
- Photographos
- Photography Monthly
- PiX Magazine
- Practical Photography
- Réponses Photo
- Shutterbug

### Pisma dla profesjonalistów
- Digit!
- FOTOgraphia
- P/F Vakblad voor fotografie an imaging
- Photobusiness
- Professional Photographer
- ProfiFoto

### Pisma branżowe
- Foto/VENTAS
- Fotovisie
- INPHO Imaging & Business
- Photo Presse